# Броуди, Эндрю
Эндрю Броуди (англ. Andrew Brody; 3 мая 1995, Орландо, Флорида, США) — американский футболист, левый защитник клуба «Реал Солт-Лейк».

## Биография
Броуди — воспитанник филиала академии футбольного клуба «Реал Солт-Лейк» в Аризоне.
В 2013—2015 годах Броуди обучался в Луисвиллском университете и выступал за университетскую футбольную команду «Луисвилл Кардиналс». В Национальной ассоциации студенческого спорта сыграл 61 матч, забив девять голов и отдав 15 результативных передач.
В 2014 и 2015 годах также выступал в Премьер-лиге развития за команду «Орландо Сити (до 23)».
15 ноября 2015 года Броуди подписал контракт с «Реал Монаркс», резервной командой «Реал Солт-Лейк» в USL. 12 июля 2019 года Броуди был отдан в аренду клубу Региональной лиги Австрии «Пинцгау Зальфельден». Вернулся в «Монаркс» в июле 2020 года.
25 сентября 2020 года Броуди подписал контракт с «Реал Солт-Лейк» по правилу доморощенного игрока, вступающий в силу в сезоне 2021. В MLS дебютировал 1 мая 2021 года в матче против «Спортинга Канзас-Сити», выйдя на замену на 30-й минуте вместо травмированного Эрона Эрреры и на 35-й минуте отдав голевую передачу Дамиру Крайлаху. 11 мая 2022 года Броуди продлил контракт с «Реал Солт-Лейк» до конца сезона 2024 с клубной опцией на сезон 2025. 14 мая в матче против «Остина» забил свой первый гол в MLS. По итогам сезона сезона 2022 Броуди был признан игроком года оборонительного плана «Реал Солт-Лейк».
Отец Эндрю — бывший футболист и тренер Скотт Броуди.